# Kadahalli, Kanakapura
Kadahalli là một làng thuộc tehsil Kanakapura, huyện Ramanagara, bang Karnataka, Ấn Độ.